# Minangkabau (poble)
Minangkabau és una societat matrilineal de Sumatra emigrada a la península Malaia en el segle xii i establerta ara a Negeri Sembilan. El nom deriva de minang (vencedors) kabau (búfal d'aigua). A la península malaia la comunitat minangkabau va acceptar la sobirania del sultà de Melaka (Malaca) que en endavant va protegir la comunitat. El 1511 quan Malaia fou envaïda pels portuguesos, els Minangkabau, que no acceptaven el domini europeu, es van declarar súbdits del sultà de Johore. Posteriorment al segle xvii els holandesos van substituir als portuguesos. El 1641 els Minagnkabau van signar un tractat amb els holandesos i van reconèixer la seva protecció, però sempre fou nominal. Després van ser sotmesos pels britànics.